# Classic Yes
A Classic Yes a Yes második, 1981-es válogatáslemeze. Az első, a Yesterdays, a kezdeti időszakból tartalmazott számokat, míg a Classic Yes a már kiforrott zenét játszó együttes legjobb számaiból nyújt ízelítőt a hallgatónak.

## Számok listája
1. Heart of the Sunrise – 10:35
2. Wonderous Stories – 3:50
3. Yours Is No Disgrace – 9:41
4. Starship Trooper – 9:25
  1. Life Seeker
  2. Disillusion
  3. Würm
5. Long Distance Runaround – 3:30
6. The Fish (Schindleria Praematurus) – 2:37
7. And You and I – 10:05
  1. Cord of Life
  2. Eclipse
  3. The Preacher the Teacher
  4. Apocalypse
8. Roundabout – 7:53
9. Your Move/I've Seen All Good People – 7:29
  1. Your Move
  2. All Good People

## Zenészek listája
- Jon Anderson – ének
- Chris Squire – basszusgitár
- Steve Howe – gitár (az 1. számban)
- Alan White – dob (a  2., 8. és 9. számban)
- Bill Bruford – dob (az összes többi számban)
- Tony Kaye – billentyűs hangszerek (a 3. és 4. számban)
- Rick Wakeman – billentyűs hangszerek (az összes többi számban)